# 合志市立合志楓の森小学校
合志市立合志楓の森小学校（こうししりつ こうしかえでのもりしょうがっこう）は、熊本県合志市にある公立小学校。合志楓の森中学校と校舎を共用している。

## 概要
- 合志南小学校と西合志小学校の一部学区を分離し、旧菊池医療刑務支所跡地に開校した。

## 沿革
- 2021年4月1日 - 合志市立西合志東小学校、合志南小学校の一部を分離して開校[1]。

## 通学区域と進学先中学校
出典

### 通学区域
- 黒石原、西沖住宅、御代志、九州沖縄農研、再春荘、恵楓園、陽光台[1]

### 進学先中学校
- 合志市立合志楓の森中学校

## 周辺
- 合志市立合志楓の森中学校 - 同一敷地内で、かつ進学先中学校。
- 国立療養所菊池恵楓園 - 合志市道をはさんで、校地北側に隣接。
  - 社会福祉法人佳徳会かえでの森こども園
  - 菊池恵楓園歴史資料館
- 熊本再春医療センター
  - 再春荘めだか保育園
- 熊本県立黒石原支援学校
- 熊本高等専門学校
- 合志市黒石原コミュニティセンター
- 社会福祉法人ひまわり学園ひかりの丘保育園 - 進学前保育園のひとつ。
- このほか、ローソン合志豊岡店などのコンビニも点在。

## 交通アクセス
- レターバス（合志市コミュニティバス）中央ルートで、「楓の森小・中学校前」停留所下車。
- 熊本電気鉄道菊池線
  - 再春医療センター前駅から、徒歩約830m・約12分。
  - 終点御代志駅より、
    - 徒歩約1.1km・約17分。
    - 上述の「レターバス」に乗車し7分、「楓の森小・中学校前」停留所下車。